# Artstor
Artstor (également orthographié ARTstor) est une organisation indépendante sans but lucratif, qui gère Shared Shelf, un logiciel de catalogage et de gestion d'images en lignes, ainsi qu'une bibliothèque numérique contenant plusieurs centaines de milliers d'images dans les domaines des arts, de l'architecture, des sciences et sciences humaines.
Le siège social d'Artstor est à New York.

## Histoire
En 2003, ARTstor a obtenu la reconnaissance juridique en tant qu'organisation caritative admise à bénéficier des avantages prévus à l'article 501 (C) (3) du Code civil des États-Unis. En 2016, elle a conclu un accord de partenariat stratégique avec Ithaka Harbours, l'organisation qui gère les services JSTOR, Portico et Ithaka S + R.
À la fin des années 1990, les universités et les bibliothèques ont commencé à convertir leurs archives de diapositives en bases de données d'images numériques stockées localement. La création d'Artstor répond au besoin croissant d'équiper les bibliothèques et les établissements d'enseignement d'un site Web partagé et accessible dans le monde entier. La Digital Library est née pour optimiser le processus de catalogage et de numérisation des images, pour éliminer les duplications et les redondances, ainsi que pour fournir un outil de partage de nouvelles collections d'images numériques à des fins éducatives et scientifiques. La Fondation Mellon a collaboré à l'initiative. Sa mission statutaire était de soutenir l'enseignement supérieur, les musées, l'art et la conservation du patrimoine artistique, dans le but de «réaliser une transformation substantielle de l'enseignement, de l'apprentissage et de la recherche liés à l'art».
Les principaux objectifs d'Artstor en tant qu'organisation sont les suivants: produire des collections d'images de différentes cultures et périodes historiques; créer une ressource numérique organisée, centralisée et fiable qui prend en charge une utilisation strictement non commerciale des images à des fins de recherche, d'enseignement et d'apprentissage; collaborer avec les communautés artistiques et éducatives pour définir des solutions communes pour la construction, la gestion et le partage d'images numériques à des fins éducatives. Le modèle de fonctionnement est de type mixte : certains services sont fournis moyennant des frais (proportionnels à la taille de l'établissement), tandis que d'autres sont fournis gratuitement à la communauté.

## Digital Library
La bibliothèque numérique Artstor comprend un certain nombre d'outils pour afficher, présenter et gérer des images à des fins de recherche et d'enseignement. En 2010, la base de données a été consultée et alimentée par les insertions numériques de plus de 1500 abonnés institutionnels de plus de 40 pays, y compris des écoles primaires et secondaires, des collèges et universités, des musées, des bibliothèques et d'autres organisations à but non lucratif, ainsi que des particuliers. en tant qu'érudits, photographes et artistes.
ARTstor comprenait les collections suivantes : Magnum Photos, Carnegie Arts of the United States, The Illustrated Bartsch, Mellon International Dunhuang Archive, The Huntington Archive of Asian Art, the Museum of Modern Art (MoMA) architecture and design collection, Metropolitan Museum of Art, Bibliothèque Bodleian et plus encore.
Parmi les contributeurs à la bibliothèque figuraient: Mark Rothko Estate; Art latino-américain (Cisneros Collection), San Francisco Museum of Modern Art (SFMOMA), Christopher Roy, African Art and Architecture, Berlin State Museums, the Corpus of Gernsheim Master Drawings (185000 images), Larry Qualls Archive (100000 images qui documentent 30 années d'expositions à la galerie de New York), la photographie architecturale d'Esto, Canyonlights et ART on FILE, les collections universitaires de Harvard et Yale, les archives photographiques historiques de la National Gallery of Art et de la Frick Art Reference Library.
Les œuvres peuvent être recherchées par mots-clés ou par métadonnées relatives à la zone géographique, à la classification ou au nom de la collection. Le matériel peut être consulté à l'aide d'un logiciel spécifique et gratuit et peut également être exporté au format JPEG à des fins éducatives et non commerciales, telles que la réalisation de présentations PowerPoint 2007.
Artstor a développé Offline Image Viewer (OIV), un outil alternatif pour donner des présentations en classe sans avoir besoin d'une connexion Internet active. OIV permet aux utilisateurs de télécharger des images haute résolution à partir d'ARTstor, de les combiner avec leur propre contenu pour créer des présentations de diapositives numériques contenant du texte personnalisé associé pour des fichiers individuels, des superpositions, des zooms et des panoramiques. La bibliothèque numérique Artstor est accessible en lecture seule via les appareils Apple iPad, iPhone, iPod Touch et Android.

## Étagère partagée
En 2011, ARTstor a lancé le service de catalogage et d'archivage Shared Shelf, développé avec dix partenaires institutionnels : Bard College, Colby College, Université Cornell, Université Harvard, Middlebury College, Université de New York, Society of Architectural Historians, University of Illinois at Urbana-Champaign, Université de Miami et Yale,.

## Autres initiatives

### Bibliothèque publique numérique d'Amérique (DPLA)
En partenariat avec la Digital Public Library of America, ARTstor donne accès à 100000 images du Musée d'Art de Dallas, du Musée d'Art d'Indianapolis, de la collection Samuel Henry Kress, de la National Gallery of Art, du Walters Art Museum, de la Yale University Art Gallery et le Yale Center for British Art.

### Images pour l'édition académique (IAP)
Le programme Images for Academic Publishing (IAP) d'Artstor met gratuitement à disposition des images de qualité éditoriale pour une utilisation dans des publications académiques . Lancé par le Metropolitan Museum of Art en 2007, il a été mis à disposition en tant que service facultatif et gratuit pour tous les musées qui alimentent la bibliothèque numérique Artstor en images. Les boursiers peuvent accéder à ces images via des institutions affiliées ou obtenir une qualification IAP gratuite en contactant Artstor.
Les contributeurs actuels à l'IAP incluent Frank Cancian (de l'Université de Californie à Irvine), le Dallas Museum of Art, le Getty Research Institute, l'Indianapolis Museum of Art, le Mellink Archive (du Collège Bryn Mawr), le Metropolitan Museum of Art, bibliothèque de l'Université Northwestern, musée d'Art de l'université de Princeton, Walters Art Museum et galerie d'art de l'université de Yale.

### Built Worls Registry (BWR)
En 2013, Artstor et Avery Architectural and Fine Arts Library de l'Université Columbia ont commencé à façonner le Built Works Registry (BWR), une ressource de données générée par la communauté pour les œuvres architecturales et l'environnement bâti. L'objectif du BWR est de permettre la collecte et la diffusion à grande échelle d'un ensemble d'informations relatives aux bâtiments, destinées à être utilisées gratuitement par les universitaires, étudiants, éducateurs, bibliothécaires et catalogueurs d'organisations universitaires et du patrimoine culturel du monde entier. Le projet est soutenu par une subvention nationale de trois ans pour le leadership de l' Institut des services des musées et des bibliothèques (IMLS).
Le projet prévoit la participation de trois ans du Getty Research Institute (GRI), de neuf institutions supplémentaires et d'un comité consultatif international. Les données BWR ont été fusionnées dans l'autorité de nom des objets culturels dans le cadre du programme de vocabulaire Getty . Autorité de dénomination des objets culturels (CONA) du programme et constitue un élément clé du plateau partagé 

### Society of Architectural Historians Architecture Resources Archive (SAHARA)
L'AH Architecture Resources Archive (SAHARA) est une bibliothèque numérique d'images d'architecture et de paysage mise à disposition à des fins d'enseignement et de recherche, née d'une collaboration entre l'American Society of Historians of Architecture (SAH), divers bibliothécaires et Artstor, et subventionnée par la Fondation Andrew W. Mellon.

### EMET (outil d'extraction de métadonnées intégré)
EMET est un logiciel gratuit et autonome et téléchargeable sur SourceForge. Ce projet vise à faciliter la gestion et le stockage d'images numériques et leur intégration dans des bases de données et des applications externes.
Le développement d'EMET a été financé par le National Digital Information Infrastructure and Preservation Program (NDIIPP), le même qui a collaboré à la définition du protocole OAI-PMH.